# Люткебомерт, Герберт
Ге́рберт «Аки» Люткебо́мерт (нем. Herbert "Aki" Lütkebohmert; 24 марта 1948, Хайден, Германия — 29 октября 1993, Германия) — немецкий футболист, полузащитник.

## Карьера
Люткебомерт начал карьеру в «Марль-Хюльсе».
Люткебомерт перешёл в «Шальке 04» в 1968 году, где играл до 1979 года. Герберт занимает 6-е место в списке игроков с наибольшим количеством матчей в Бундеслиге за «Шальке 04», сыграв 286 матчей.
Конец карьеры Люткебомерт проводил в «Бохольте».